# Inné (Isaksson)
Inné est une œuvre de musique de chambre de la compositrice franco-suédoise Madeleine Isaksson écrite en 1993.

## Contexte et création
Madeleine Isaksson écrit Inné en 1993, en écho à une première grossesse. La musique traduit les mouvements respiratoires, le poids et la pulsation interne du fœtus. L'œuvre est écrite pour flûte, hautbois, saxophone ou clarinette, cor, basson, violon, alto, violoncelle et contrebasse.